# Шалтуона
Шалтуона́ (лит. Šaltuona) — река в Литве, протекает по территории Расейнского района Каунасского уезда и Юрбаркского и Таурагского районов Таурагского уезда. Левый приток нижнего Шяшувиса.
Длина реки составляет 73 км. Площадь водосборного бассейна — 570 км². Средний уклон — 1,24 м/км. Скорость течения — 0,1—0,4 м/с. Средний расход воды в устье — 4,67 м³/с.
Шалтуона начинается около деревни Жямигала. В верховье реку пересекает автомагистраль A1. Течёт преимущественно на запад. Впадает в Шяшувис на высоте 19 м над уровнем моря около деревни Ужварняй, в 16 км к востоку от города Таураге.
На реке выявлено концентрированное загрязнение, оказавшее значительное воздействие на окружающую среду.